# João Tavares da Silva Neto
João Tavares da Silva Neto (Parnaíba, 5 de julho de 1940) é um funcionário público e político brasileiro que exerceu dois mandatos de deputado estadual pelo Piauí.

## Dados biográficos
Filho de João Tavares da Silva Filho e Almira Moraes e Silva. Funcionário público federal, assessorou seu tio, Alberto Silva, quando este presidiu a Companhia Brasileira de Trens Urbanos (CBTU). Filiado ao PMDB foi eleito deputado estadual pelo Piauí em 1986 e 1990. Na mesma legenda perdeu as eleições para deputado estadual em 1994 e deputado federal em 1998.
Chefe do escritório de representação do Piauí em Brasília no segundo governo Mão Santa (1999-2001), filiou-se ao  PPS e foi eleito vice-prefeito de Parnaíba em 2004 na chapa de José Hamilton Furtado Castelo Branco, não se elegendo deputado estadual pelo PTB em 2006 nem disputando a reeleição para a vice-prefeitura em 2008.